# Tuğçe Canıtez
Tuğçe Canıtez (Smirne, 10 novembre 1990) è una cestista turca.

## Carriera
Con la Turchia ha disputato due edizioni dei Giochi olimpici (Londra 2012, Rio de Janeiro 2016), due dei Campionati mondiali (2014, 2018) e cinque dei Campionati europei (2013, 2015, 2017, 2019, 2021).